# Жіноча збірна Ірану з хокею із шайбою
Жіноча збірна Ірану з хокею із шайбою (перс. تیم ملی هاکی روی یخ بانوان ایران) — національна жіноча збірна команда Ірану, яка представляє країну на міжнародних змаганнях з хокею. Функціонування команди забезпечується Федерацією фігурного катання Ісламської Республіки Іран.

## Історія
Жіноча збірна Ірану дебютувала на Кубку Дубаю в 2021 році, де посіла друге місце. Основними змаганнями для збірної став Кубок Азії та Океанії, де іранки є постіними учасницями з 2023 року. Саме на дебютному турнірі 2023 року іранки у фіналі поступились Таїланду (1:3). Наступного року збірна Ірану посіла перше серед п'яти збірних, здобувши перемогу в усіх чотирьох матчах.
Влітку 2025 року на третьому турнірі Кубка Азії, який відбувся в Аль-Айні (Об'єднані Арабські Емірати), іранки серед шести збірних фінішували другими пропустивши вперед збірну Філіппін.